# والنتین پوپسکو
والنتین پوپسکو (رومانیایی: Valentin Popescu؛ زاده ۴ آوریل ۱۹۵۵) بازیگر اهل رومانی بود.
از فیلم‌ها یا مجموعه‌های تلویزیونی که وی در آن‌ها نقش داشته است، می‌توان به نیکوکاری، چگونه قیامت را گذراندم، آئورورا، باقی سکوت است و دراکولا ۳: میراث اشاره نمود.